# Tripedalia
Tripedalia è un genere di Cubomeduse tropicali della famiglia Tripedaliidae. Da notare che il catalogo ITIS piazza temporaneamente Tirpedalia nella famiglia delle Carybdeidae.
La caratteristica di queste cubomeduse è di avere due o tre tentacoli per ognuno dei quattro pedalia, le estensioni dell'ombrella delle quali nascono i tentacoli nelle cubomedusa. Questa peculiarità distingue le Tripedalia da tutte le altre meduse dell'ordine Carybdeida, che hanno un solo tentacolo ad ogni angolo dell'ombrella.

## Distribuzione e habitat
Il genere Tripedalia è diffuso negli oceani Indiano, Pacifico e nel mar dei Caraibi.

## Specie
- T. binata Moore, 1988
- T. cystophora Conant, 1897